# Sternbergia clusiana
Sternbergia clusiana é uma planta bulbosa com flor da família Amaryllidaceae, subfamília Amaryllidoideae, que às vezes é usada como uma planta ornamental. Tem flores amarelo-esverdeadas que aparecem no outono.

## Descrição
Sternbergia clusiana é encontrada entre a Turquia e o Irã e para o sul para a Israel e Jordânia. Ela cresce em áreas secas de pedra, incluindo campos. As flores amarelo-esverdeadas são produzidas no final do outono (outubro a novembro, em seu habitat natural). Elas são as maiores flores do gênero, com tépala possui até 7 cm mais um tubo um pouco mais curto. As folhas verde-cinza, que tem de 8–16 mm de largura, aparecem depois das flores, no inverno ou no início da primavera.

## Cultivo
Sternbergia clusiana não possui um hardy confiável em países sujeitos a geadas e, é recomendado para a cultura, sob a proteção de pelo menos uma estufa fria ou quadro. É propagada por divisão de bulbo.